# Horváth Márton Levente
Horváth Márton Levente Erkel-díjas zeneszerző, orgonaművész, a Liszt Ferenc Zeneakadémia Egyházzene Tanszékének oktatója.

## Pályafutása
Alapfokú zenei tanulmányait Pápán és Balassagyarmaton végezte. A budapesti Bartók Béla Zeneművészeti Szakgimnáziumban zeneszerzést Fekete Győr Istvánnál, orgonát Elekes Zsuzsánál tanult. 2001-től a Liszt Ferenc Zeneművészeti Egyetem hallgatója lett. Professzorai Vajda János (zeneszerzés) és Lehotka Gábor (orgona) voltak. Diplomái megszerzése (2006 illetve 2007) után az LFZE doktoriskolájának hallgatója lett a billentyűs alprogramban. Doktori fokozatát 2014-ben szerezte meg. 
Zeneszerző és orgonista tevékenységét egyaránt hivatásszerűen gyakorolja. 2003-2013 között a kőbányai Szent László templom orgonistája és a Szent László Kórus orgonakísérője. 2010-től különböző intézményekben tanít: 2010 és 2019 között a Kodály Zoltán Magyar Kórusiskola tanára, 2015-től a Liszt Ferenc Zeneakadémia óraadó orgonatanára az Egyházzene Tanszéken, ugyanitt 2018-tól adjunktus. 2016-2017-ben a Pázmány Péter Katolikus Egyetem adjunktusa, 2017-től a Bartók Béla Zeneművészeti Szakgimnázium zeneszerzés tanára. 2022 óta a budapest-belvárosi (Szervita téri) Szent Anna templom karnagya és orgonistája. 2016-ban zeneszerzői munkássága elismeréseképpen megkapta az Erkel Ferenc-díjat, 2017-ben pedig a Magyar Kórusok, Zenekarok és Népzenei Együttesek Szövetségének díját (KÓTA-díj). 2020-ban Scrollin’ című zenekari művét az Artisjus az év komolyzenei művének választotta.

### Zeneszerzőként
2002-ben és 2004-ben elnyerte a Liszt Ferenc Zeneakadémia házi zeneszerzőversenyének első díját. 2003-ban részt vett Betsy Jolas zeneszerzés mesterkurzusán a franciaországi Villecroze-ban, majd 2004-ben és 2005-elnyerte az Académie Musicale de Villecroze ösztöndíját. Ennek segítségével készítette el Till Now című szerzői lemezét 2005-ben, melyet a Hungaroton adott ki.  Három évben kapott Kodály Zoltán Alkotóművészeti Ösztöndíjat (2008, 2009, 2010). Számos műve hangzik el hazai fesztiválokon (Művészetek Völgye, Korunk Zenéje, Mini-fesztivál, CAFe Budapest, Szegedi Vántus Napok). Műveit többek között olyan neves előadók szólaltatják meg, mint a Liszt Ferenc Kamarazenekar, Budapesti Vonósok, Budafoki Dohnányi Szimfonikus Zenekar, Honvéd Férfikar, Magyar Rádió Zenei Együttesei, Concerto Budapest, Savaria Szimfonikus Zenekar, Somogyi Vonósnégyes, Krulik Kvartett, Rohmann Ditta, Seleljo Erzsébet vagy Klenyán Csaba. 2022-ben a felújított kolozsvári Szent Mihály templom újraszentelésén mutatták be Kolozsvári Miséjét. Legismertebb alkotása O salutaris hostia című motettája, melyet világszerte énekelnek. Műveit számos országban mutatták be (Ausztria, Csehország, Franciaország, Libanon, Macedónia, Mexikó, Németország, Norvégia, Románia, Szlovénia, USA). 

### Orgonistaként
első önálló hangversenyét 2001-ben adta, azóta rendszeresen koncertezik. A diplomája megszerzését követő évben (2007) Fischer Annie Előadóművészeti Ösztöndíjban részesült. Több nemzetközi tekintélyű orgonaművész  kurzusait látogatta (Ludger Lohmann, David Titterington, Szathmáry Zsigmond), a párizsi Notre Dame orgonistájának, Olivier Latry-nak kurzusait három ízben is (2003, 2004, 2008). 
Horváth Márton Levente repertoárja nagyon változatos, több száz művet mutatott már be a kora barokktól napjainkig. Koncertjein a barokkból Bach, Buxtehude, a romantikából Franck, Liszt és Mendelssohn műveit tűzi leggyakrabban műsorra, de különös figyelmet fordít a XX. századi orgonamuzsika népszerűsítésére is. A modern repertoárban legkedvesebb szerzői közé tartozik a francia Jehan Alain, Olivier Messiaen és Charles Tournemire valamint a német Paul Hindemith. Saját orgonaműveit is műsoron tartja, de ezek mellett rendszeresen adja elő XX. századi és kortárs magyar zeneszerzők műveit is (Dohnányi, Lisznyay Szabó Gábor, Maros Rudolf). Számos ősbemutató fűződik nevéhez, úgymint Barta Gergely, Derecskei András, Fekete Gyula, Kákonyi Árpád, Kerékfy Márton, Zombola Péter és Zarándy Ákos műveinek első megszólaltatása. Szólistaként két alkalommal is az oroszországi Szocsi Orgonafesztivál fellépője volt (2009, 2011), de koncertezett Ausztriában, Norvégiában és Szlovákiában is. Orgonakísérőként, kamarapartnerként, continuo-játékosként  számos kórussal, szólistával, zenekarral dolgozik együtt. 2011-ben Peskó Zoltán vezényletével a Magyar Rádió zenei Együtteseivel adta elő Liszt Ferenc Krisztus oratóriumát Párizsban. 2021-ben Rómában a Pápai Egyházzenei Intézet dísztermében mutatta be Madaradante c. orgonaművét, 2022-ben pedig Zarándy Ákos Fin des Temp-ját és saját orgonaműveit játszotta egy európai turné keretében Salzburgban (A), Csíkszeredában és Sepsiszentgyörgyön (RO) valamint Göteborgban (S). 

### Egyházzenészként
tizenhat éves kora óta aktívan tevékenykedik, a templomi zenei szolgálatára úgy tekint, mint zeneszerző és orgonista hivatásának metszéspontjára. Zeneszerzői termésében számos kórusmű található, melyet kifejezetten liturgikus felhasználásra írt. 2022 óta a budapest-belvárosi (Szervita téri) Szent Anna templom orgonistája, valamint a templom Te Deum Kamarakórusának alapító karnagya. Egyházzenei érdeklődésének fókuszában a középkori, a reneszánsz és a mai kórusrepertoár áll.
Horváth Márton Levente doktori disszertációja is egyházzene-történeti kutatására épül: Egy műfaj illegalitásban – Misekompozíciók Magyarországon 1949-1969 között című dolgozata a XX. század közepének történelmi okokból mindezidáig nagyrészt feltáratlan magyarországi egyházzenéjét kutatja. A disszertáció 2017-ben bővítve és átdolgozva könyv formájában is kiadásra került.

## Tanulmányok
- 2001–2006 LFZE orgona szak Lehotka Gábor
- 2001–2007 LFZE zeneszerzés szak Vajda János
- 2007–2010 LFZE Doktoriskola
- 2014: DLA fokozat megszerzése. Disszertáció címe: Egy műfaj illegalitásban – Misekompozíciók Magyarországon 1949–1969 között[2]

## Mesterkurzusok

### Orgona mesterkurzusok
- Olivier Latry (2003, 2004, 2008)
- Ludger Lohmann (2005, 2008)
- Szathmáry Zsigmond (2000)
- David Titterington (2000, 2002)

### Zeneszerzés mesterkurzusok
- Betsy Jolas (2003)
- Johannes Kretz (2002)
- Michael Jarell (2002)[2]

## Publikációk

### Írás
- Egy műfaj illegalitásban. Misekompozíciók Magyarországon 1949–1969 között (Liszt Ferenc Zeneakadémia, 2017)

### Zenemű
- Missa omni tempore (Kortárs ZeneMűhely, 2010; Szerzői kiadás, 2016)
- Erotic Contaminations (Kontrapunkt Zeneműkiadó, 2015)
- Jubilate Deo (Editio Musica Budapest, 2012)
- Nunc dimittis (Kontrapunkt Zeneműkiadó, 2011)
- O salutaris hostia (Kontrapunkt Zeneműkiadó, 2010)
- O vos omnes (Kontrapunkt Zeneműkiadó, 2010)[2]

## Fontosabb bemutatók, hangversenyek
- 2006 február: Messiaen: La Nativité du Seigneur előadása a Bp. Belvárosi Főplébániatemplomban
- 2009, 2011 szólóestek a Szocsi orgonafesztiválon (Oroszország)
- 2011 október: Párizs (Liszt: Krisztus előadás az MR Zenei Együtteseivel)
- 2014 szeptember: Messiaen: Messe de la Pentecôte előadása a Doktori Zárókoncert keretében
- 2016 tavasz MAIMA-turné: 5 koncert országszerte (Győr, Pécs, Baja, Vác, Budapest) Rumy Balázs klarinétművésszel kortárs magyar művekből
- 2017 november: Szólóest a budapesti Mátyás-templomban, a Madaradante első elhangzása sípos orgonán
- 2021: Hangverseny a Pápai Egyházzenei Intézetben (Róma)
- 2022: Koncertkörút Zarándy Ákos Fin des temps c. művéből és saját orgonaművekből (Salzburg, Csíkszereda, Sepsiszentgyörgy, Göteborg, Boras)
- 2022 július: szólóest a kolozsvári Szent Mihály-templomban
- 2022 augusztus: szólóest a Pannonhalmi Bazilikában

Számos bemutató világszerte
- Ave verum (Ausztrália, Új-Zéland), Interludes (USA, Szlovénia), Ikrek (Libanon), Eleven (Mexikó)

## Felvételek
- Suburban Nights (szerzői kiadás) 2007, Bach, Mendelssohn, Liszt, Hindemith és Horváth orgonaművei[3]
- Till Now (Hungaroton) 2005, szerzői CD[2] [4]
- Amor sanctus (szerzői kiadás) 2009, Selby, Bach, Benedetto Marcello, Lehotka Gábor, Horváth Márton Levente, Giulio Caccini, Koloss István orgonaművei [5]

## Díjak és kitüntetések
- A Magyar Művészeti Akadémia hároméves ösztöndíja (2022)
- Az év komolyzenei műve ARTISJUS-díj a Scrollin’ c. kompozícióért (2021)
- KÓTA-díj (2018)
- Erkel Ferenc-díj (2016)
- Magyar Művészeti Akadémia ösztöndíja (2015)
- Kodály Zoltán ösztöndíj (2008, 2009, 2010)
- Fischer Annie ösztöndíj (2007)
- Académie Musicale de Villecroze ösztöndíja (2004, 2005)

## Ösztöndíjak
- A Magyar Művészeti Akadémia (MMA) ösztöndíja 2015
- Kodály Zoltán alkotói ösztöndíj – 2008, 2009, 2010
- Fischer Annie előadói ösztöndíj – 2007
- Az Academie Musicale de Villecroze (F) ösztöndíja 2004, 2005

## Tagságok
- Magyar Zeneművészeti Társaság (Elnökségi tag)
- Magyar Zeneszerzők Egyesülete (Elnökségi tag)
- Magyar Kodály Társaság[2]

## További információ
Hivatalos honlap